# Volney
Constantin François de Chaseboeuf de Volney (ur. 1757, zm. 1829) – francuski filozof, historyk, pisarz i moralista, twórca szkoły astralistycznej w religioznawstwie, uważający Jezusa Chrystusa za postać mityczną. 
Związany był z tzw. szkołą ideologów, czyli grupą filozofów francuskich, którzy na przełomie XVIII i XIX wieku kierując się metodą Condillaca podjęli badania nad pochodzeniem idei. Stworzył katechizm obywatelski oparty na założeniach prawa natury i utylitaryzmu. Był członkiem Akademii Francuskiej. Napisał pracę Les ruines, ou Méditations sur les révolutions des empires przełożoną na język polski w 1794 roku jako Rozwaliny, czyli uwagi nad Rewolucyami narodów. Wydaniu w Polsce dzieła Volneya sprzeciwił się nuncjusz papieski Lorenzo Litta.